# Contea di Gongliu
La contea di Gongliu (巩留县S, Gǒngliú XiànP) è una contea della Cina, situata nella regione autonoma di Xinjiang e amministrata dalla prefettura autonoma kazaka di Ili.